# 바빌론 작전

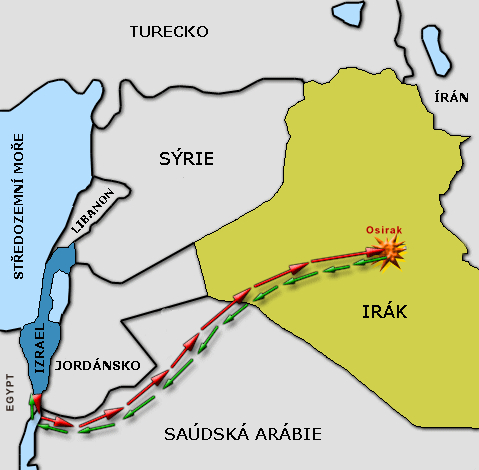

바빌론 작전(Operation Babylon)은 1981년 6월 7일 이스라엘 전투기들이 이라크의 오시라크 원전을 공습한 군사작전이다.

## 오시라크 원전
프랑스는 출력 40 MW급 연구용 원자로를 이라크에 건설하기로 계약했다. 농도 93%의 무기급 고농축 우라늄이 프랑스에서 수입되어 원자로 연료로 사용될 계획이었다. 프랑스가 직원에 대한 기술 교육도 하기로 하였다.

## 작전
타바 국제공항에서 출격한 8대의 F-16A 전투기가 공격기로, 6대의 F-15A가 요격기로 F-16을 공중에서 에스코트하는데 사용되었다.
수도 바그다드 동남쪽 17 km에 건설중이던 오시라크 원전을 폭파했다. 타바 국제공항에서 오시라크 원전까지의 거리는 1,600 km 정도였다.
8대의 F-16A 전투기에는 각각 2발의 마크 84 2000 파운드 무유도 폭탄과 외부연료탱크를 장착했다. 다 쓴 외부연료탱크는 사우디 사막에 투하되었다.
사우디 아라비아를지나 이라크 영공으로 진입할 때에는 고도 30 m를 유지하여 이라크 방공망의 레이다를 피했다. 현지시각 18시 35분, 오시라크 원전에서 20 km 떨어진 지점에서 F-16 편대는 2,100 m 로 상승하였다가 35도 각도에 시속 1,100 km의 속도로 다이빙하면서 접근했다. 1,100 m 거리에서, 8대의 F-16 전투기들은 마크 84 폭탄을 2발씩, 5초 간격으로 모두 16발을 투하했다. 폭격 직후, 비행대대는 고공으로 상승하여 귀환했다.
폭격으로 10명의 이라크 군인과 1명의 프랑스 민간인이 사망했다.

## 같이 보기
- 오차드 작전
- 이스라엘의 핵무기 개발
- 스턱스넷
- 밥 우드워드